# Beta Aquarii
Beta Aquarii (Sadalsuud, Sad es Saud, Sadalsund, Saad el Sund, β Aqr, β Aquarii) é uma estrela dupla na constelação de Aquário. É a mais brilhante estrela de sua constelação, com uma magnitude aparente de 2,87. Foi classificada como uma estrela classe G0 Ib e desde 1943, serve como referência para a classificação de outras estrelas. Sua distância em relação à Terra foi estimada em 540 anos-luz e sua massa equivale a 6 ou 6,5 massas solares, embora tenha um raio 50 vezes maior do que o raio do Sol e tenha uma luminosidade 2300 vezes a luminosidade solar.
Tem uma idade estimada de 60 milhões de anos, tempo suficiente para que uma estrela com sua massa evoluísse para uma supergigante. Sua temperatura superficial é de 5700 K, dando à estrela um aspecto amarelado, de forma semelhante ao Sol. Foi uma das primeiras estrelas de sua classe a ter raios-X detectado pelo observatório de raios-X Chandra. Pertence a um grupo de três estrelas (juntamente com Alpha Aquarii e Eta Pegasi) cuja direção do movimento de translação é perpendicular ao plano galáctico.

## Estrela dupla
Embora pareça uma estrela solitária a olho nu, é vista como um grupo de três estrelas em telescópios. As outras duas estrelas têm magnitudes aparentes 11,0 e 11,6. A primeira está separada aparentemente de Beta Aquarii em 35,4 segundos de arco, enquanto que a segunda está separada por 57,2 segundos de arco. Contudo, ainda não há evidências de uma possível ligação física entre essas estrelas.